# Rinorea griffithii
Rinorea griffithii är en violväxtart som först beskrevs av Joseph Dalton Hooker och Thomson, och fick sitt nu gällande namn av Carl Ernst Otto Kuntze. Rinorea griffithii ingår i släktet Rinorea och familjen violväxter. Inga underarter finns listade i Catalogue of Life.